# Gutalax
A Gutalax 2009-ben alakult cseh goregrind/pornogrind/grindcore együttes.

## Története
Első lemezük egy split lemez volt az olasz "Canibe" együttessel. Első stúdióalbumuk 2011-ben került piacra, a "Bizarre Leprous Production" kiadó gondozásában. Második nagylemezüket 2015-ben jelentették meg. Szövegeik fő témája az ürülék, de a humor is jellemző rájuk.

## Tagok
- Kebab – basszusgitár
- Mr. Free – dobok
- Kohy – gitár
- Kojas – gitár
- Mahy – ének

## Diszkográfia
- Telecockies (split lemez a Canibe-vel, 2009)
- Mondo Cadavere / Telecockies (split lemez, 2010)
- Shit Beast (nagylemez, 2011)
- 911 (Emergency Slaughter) / Shit Evolution (split lemez, 2013)
- Stinking Collection (válogatáslemez, 2015)
- Shit Happens! (nagylemez, 2015)
- Spasm / Gutalax (split lemez, 2017)
- Art of Shitting (videóalbum, 2017)